# Battle Metal
«Battle Metal» — перший студійний альбом фінського вікінг-метал-гурту Turisas. Реліз відбувся 26 липня 2004.

## Список композицій
| #     | Назва                                                                    | Автор                            | Тривалість |
| ----- | ------------------------------------------------------------------------ | -------------------------------- | ---------- |
| 1.    | «Victoriae & Triumphi Dominus» (Lord of Victory and Triumph)             | Матіас Нюгор                     | 1:27       |
| 2.    | «As Torches Rise»                                                        | Нюгор                            | 4:51       |
| 3.    | «Battle Metal»                                                           | Нюгор                            | 4:23       |
| 4.    | «The Land of Hope and Glory»                                             | Нюгор                            | 6:22       |
| 5.    | «The Messenger»                                                          | Нюгор, Antti Ventola             | 4:42       |
| 6.    | «One More»                                                               | Нюгор                            | 6:50       |
| 7.    | «Midnight Sunrise»                                                       | Нюгор                            | 8:15       |
| 8.    | «Among Ancestors»                                                        | Нюгор, Ventola                   | 5:16       |
| 9.    | «Sahti-Waari» ("Old Man Ale ")                                           | Нюгор, Ventola                   | 2:28       |
| 10.   | «Prologue for R.R.R.»                                                    | Нюгор, Zacharias Topelius        | 3:09       |
| 11.   | «Rex Regi Rebellis» (The King Is Rebellious Towards the King)            | Нюгор, Topelius, Jussi Wickström | 7:10       |
| 12.   | «Katuman Kaiku» ("The Echoe of Lake Katuma")                             | Нюгор                            | 2:22       |
| 13.   | «Till the Last Man Falls» (бонусний трек японського видання)             | Нюгор                            | 5:29       |
| 14.   | «Terra Tavestorum» (бонусний трек японського видання)                    | Нюгор                            | 5:34       |
| 15.   | «Midnight Sunrise (концертна версія)» (бонусний трек японського видання) | Нюгор                            | 7:01       |
| 57:15 |                                                                          |                                  |            |

## Учасники запису
- Матіас "Warlord" Нюгор — вокал, ударні (додаткові)
- Юссі Вікстрьом — електрогітара, акустичні гітари, бас-гітара
- Георг Лааксо — гітари
- Антті Вентола — клавішні, вібрафон, орган Гаммонда
- Туде Летонен — ударні (джембе, уду, конґа, бонго)
- Еммануель Зольден — жіночий вокал